# کاظم محمودی
کاظم محمودی یک بازیکن و مربی فوتبال ایرانی است. وی سابقه بازی و مربیگری در تیم تراکتور از سال ۱۳۷۱ تا سال ۱۳۹۸ به‌طور مقطع را دارد و در تیمهای استقلال تهران و صبا باتری تهران سابقه بازی و قهرمانی را دارد. محمودی در زمان بازی در پست مدافع به میدان می‌رفت. محمودی همچنین سابقه مربی‌گری را نیز دارد. او اکنون به عنوان مدیر تیم تراکتور مشغول فعالیت است.

## دوران حرفه‌ای
محمودی از ابتدای فصل ۱۳۷۱ از تیم ایدم تبریز به تراکتور پیوست و تا سال ۱۳۷۷ در تراکتور بازی کرد فصل ۷۸–۱۳۷۷ از تراکتورسازی تبریز به استقلال پیوست. محمودی دو فصل در استقلال بازی کرد و سابقه حضور در فینال جام باشگاه‌های آسیا ۱۹۹۹ و قهرمانی در لیگ و جام حذفی فوتبال ایران ۷۹–۱۳۷۸ را با این تیم دارد. در فصل ۷۹دوباره به تراکتور پیوست و چند سال در این تیم به عنوان کاپیتان بازی کرد و بعد به استقلال اهواز پیوست و در سال ۱۳۸۴قهرمان جام حذفی با تیم صبا باتری تهران و ۱۳۸۵ قهرمان سوپر کاپ با این تیم شد.

## مربی‌گری
محمودی بعد از پایان دوران فوتبالش به مربی‌گری روی آورد وبا تیم تراکتورسازی به لیگ برتر صعود کرد و قهرمان جام حذفی با تونی اولیویرا شد. وی در تیم تراکتورسازی تبریز دستیار سرمربیانی همچون کمالوند و مجید جلالی و تونی اولیویرا و جان توشاک و محمد تقوی و جورج لیکنز بوده‌است. محمودی مدتی نیز به عنوان مدیر تیم‌های پایه و سرمربی تیم امید تراکتورسازی مشغول به کار بود. در سال ۹۶ مدیر تیم تراکتور در زمان سرمربیگری یحیی گل‌محمدی و ارطغرل ساغلام بود. در تیمهای پاس همدان و استیل آذین هم به عنوان مربی کار کرده‌است.

## زندگی شخصی
علی چینی، دیگر فوتبالیست ایرانی و بازیکن سابق تیم استقلال، پسر عمه کاظم محمودی است.

## افتخارات

### به عنوان مربی
صعود به لیگ برتر ۱۳۸۷با تراکتورسازی تبریز
قهرمان جام حذفی ۱۳۹۳ با تراکتورسازی تبریز

### به عنوان بازیکن

##### تراکتورسازی
- جام میلز هندوستان: ۱۹۹۵

##### استقلال
- جام کیش: ۱۳۷۷
- قهرمان لیگ ۱۳۷۶
- جام حذفی: ۱۳۷۹
- نایب قهرمان لیگ ۱۳۷۸و ۱۳۷۹
- نایب قهرمان جام باشگاه‌های اسیا۱۹۹۹

##### صبا
قهرمان لیگ آزادگان ۱۳۸۲
- سوپرجام: ۱۳۸۴
- قهرمان جام حذفی ۱۳۸۴